# Charles H. Jacoby

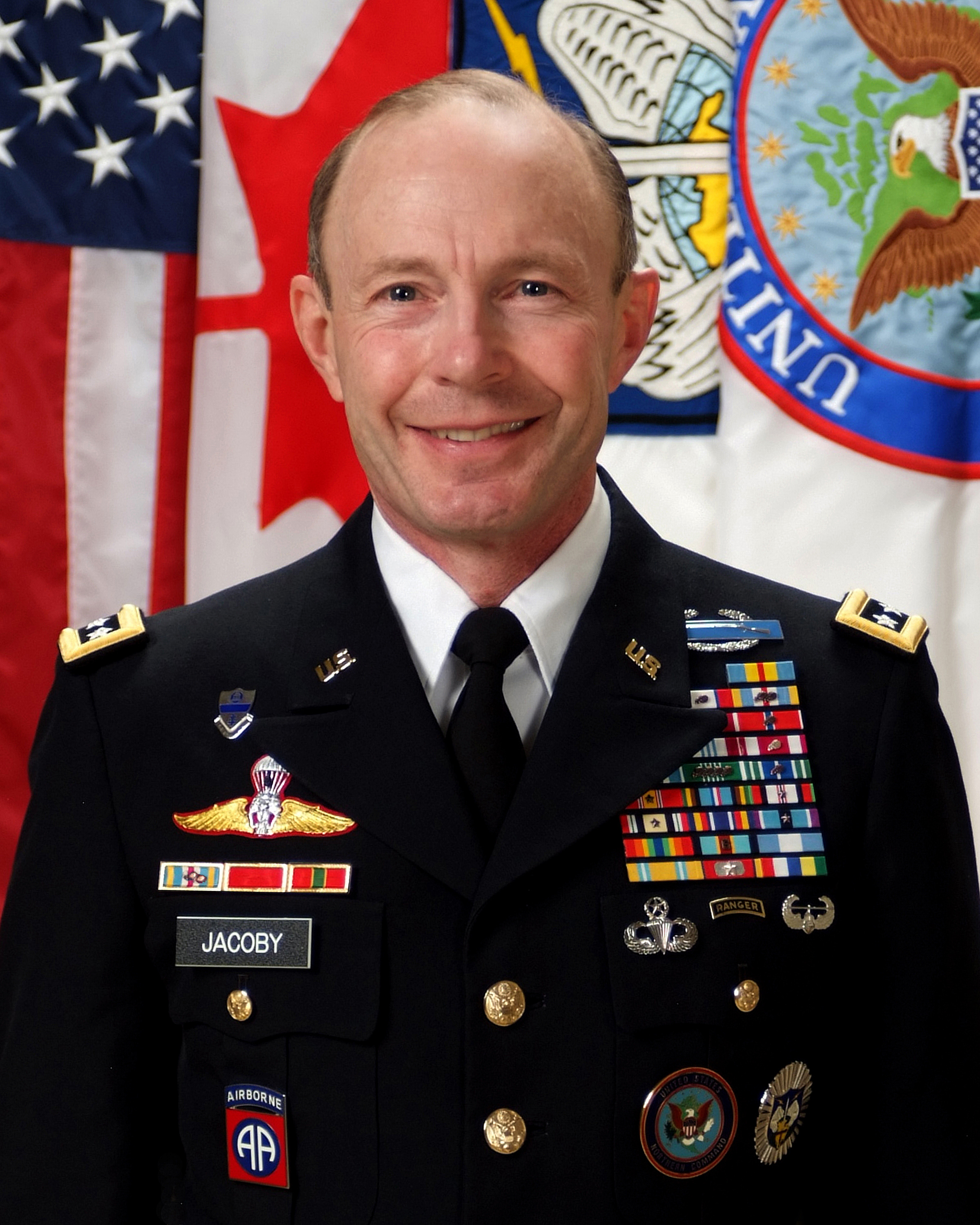
General Jacoby (2011)

Charles H. Jacoby, Jr. (* 19. Juni 1957 in Detroit, Michigan) ist ein ehemaliger General der United States Army. Zwischen August 2011 und Dezember 2014 war er der fünfte Befehlshaber des United States Northern Command und Kommandeur des North American Aerospace Defense Command (NORAD). Jacoby trat 1978 in die US-Streitkräfte ein und absolvierte seine Offizier- sowie Generalstabsausbildung. Er schloss ein Studium der Geschichtswissenschaften an der Universität von Michigan mit dem Master ab.
Jacoby trat sein Amt als Kommandeur des NORAD am 3. August 2011 an und ist der erste Nicht-Pilot, der die Luftraumüberwachungszentrale der USA und Kanada befehligt. Davor war er als Director for Strategic Plans and Policy beim Joint Chiefs of Staff eingesetzt.
Am 5. Dezember 2014 übergab Jacoby das Kommando über das USNORTHCOM und das NORAD an Admiral William E. Gortney und trat in den Ruhestand.